# チャールズ・ヤング

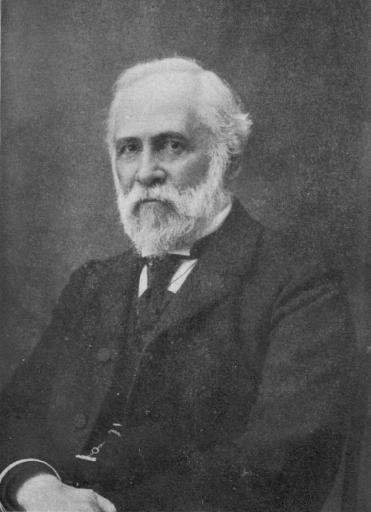
チャールズ・ヤング

チャールズ・オーガスタス・ヤング（Charles Augustus Young、1834年12月15日 - 1908年1月3日）は、アメリカ合衆国の天文学者。
ニューハンプシャー州のハノーバーに生まれた。代々ダートマス大学の教授を務めた家系に生まれた。ダートマス大学で学んだ後、1865年から1877年までダートマス大学教授、その後プリンストン大学に移った。
太陽のスペクトル観測の専門家で、多くの日食の観測隊を組織した。1876年に太陽の自転速度の定量的な見積りを行った。一連の天文学の優れた教科書の著者であり、1902年の著書Manual of Astronomyは、1927年にヘンリー・ノリス・ラッセルらにより改訂されA Revision of Young’s Manual of Astronomyとして出版され、標準的な教科書として長く用いられた。
小惑星(2165)ヤング はチャールズ・ヤングに因んで命名された。